# Valerij Losev
Valerij Anatol'evič Losev (in russo Валерий Анатольевич Лосев?; Taškömur, 28 febbraio 1956) è un allenatore di pallavolo ed ex pallavolista sovietico, dal 1991 russo.
Giocava nel ruolo di palleggiatore.

## Carriera

### Giocatore
La carriera di Valerij Losev inizia nel 1975, nell'Uralznepromaš, squadra in cui giocherà fino al 1981, tranne che per una breve parentesi nel CSKA Mosca nella stagione 1976 e 1977.
Nella stagione 1980-81 gioca per la squadra dell'esercito con cui vincerà 8 campionati sovietici, 3 coppe dell'Unione Sovietica e 6 Coppe dei Campioni.
Nella stagione 1990-91 approda in Turchia, giocando per l'Eczacıbaşı. La stagione seguente approda in Italia al Volley Forlì, con cui concluderà la sua carriera da giocatore.
Con la Nazionale sovietica vince due campionati europei (1985 e 1987) e i Goodwill Games 1986, ottiene la medaglia d'argento ai Giochi olimpici di Seul, vince un argento e un oro ai campionati mondiali e un argento un bronzo in Coppa del Mondo.

### Allenatore
Nel 1995 inizia la sua carriera da allenatore. Dalla stagione 2005-06 allena il CSKA femminile per tre stagioni, con cui ottiene ottimi piazzamenti in campionato. Dalla stagione 2008-09 allena per tre stagioni la Dinamo Mosca femminile, con cui vince un campionato russo e una coppa di Russia.
Nel 2012, prende la guida a stagione in corso della Dinamo Krasnodar. Nella stagione 2013-14 allena per una stagione il Proton.

## Palmarès

### Club

#### Giocatore
- Campionato sovietico: 8

1981-82, 1982-83, 1984-85, 1985-86, 1986-87, 1987-88, 1988-89, 1989-90
- Coppa dell'Unione Sovietica: 3

1982, 1984, 1985
- Coppa dei Campioni: 6

1981-82, 1982-83, 1985-86, 1986-87, 1987-88, 1988-89

#### Allenatore
- Campionato russo: 1

2008-09
- Coppa di Russia: 1

2009

### Nazionale (competizioni minori)

#### Giocatore
- Spartachiadi dei Popoli dell'Unione Sovietica 1983
- Goodwill Games 1986

### Premi individuali
- 1981 - Campionato sovietico: Incluso tra i 24 migliori pallavolisti dell'URSS
- 1982 - Campionato sovietico: Incluso tra i 24 migliori pallavolisti dell'URSS